# Edificio Merle
El edificio Merle es un edificio situado en la calle de San Vicente Mártir número 84 en la ciudad de Valencia (España). Es obra del arquitecto Ignacio de Cárdenas Pastor.

## Edificio
Fue construido por el arquitecto madrileño Ignacio de Cárdenas Pastor, que ya había proyectado anteriormente en Valencia el edificio Telefónica (1926). El edificio se encuadra dentro de la prolongación de la avenida del Oeste comprendida en el Plan General de Ordenación de Valencia de 1946. Su construcción se inició en 1949 y fue finalizado en el año 1959.
Destaca por su amplio chaflán dispuesto en forma curvilinea. Se encuentra en un chaflán recayente a la calle de San Vicente, la avenida del Oeste y la plaza de San Agustín. Consta de sótano, planta baja, once plantas superiores, ático y sobreático, destinadas a locales comerciales, oficinas y viviendas. Es un ejemplo tardío del expresionismo funcionalizado inspirado en la obra del arquitecto alemán Erich Mendelsohn.